# Герб Монсана
Ге́рб Монса́на — офіційний символ містечка Монсан, Португалія. Використовується як територіальний герб. У зеленому щиті срібна вежа із червоними вікнами і брамою. З неї виступає фігура жінки, одягненої в золото, що тримає золоті хліби у руках, простягнутих у боки. Башта стоїть на воді у вигляді двох синіх і двох срібних хвилястих смуг. У срібній облямівці напис великими літерами: «Deus o deu, Deus o há dado» (Бог це дав, Бог дав це). Щит увінчує срібна мурована містечкова корона з чотирма вежами.  Під щитом біла стрічка, на якій великими літерами напис португальською: «Monção» (Монсан).  Офіційно затверджений 24 червня 1972 року.  Герб пов'язаний зі легендою про мудру жінку: під час тривалої облоги вона змусила ворогів відступити від містечка, переконавши їх у багатстві продовольства, що насправді вичерпалося.

## Галерея

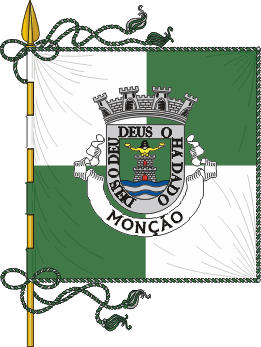
Прапор